# 김승훈 (야구 선수)
김승훈(1992년 7월 20일 ~ )은 전 오스트레일리안 베이스볼 리그 질롱 코리아의 내야수이다.

## 한국 프로야구 시절

### LG 트윈스시절
2015년에 입단하였다.

## 호주 프로야구 시절

### 질롱 코리아시절
2018년에 입단하였다.

## 출신 학교
- 희망대초등학교
- 성일중학교
- 서울고등학교
- 홍익대학교